# Extranjeros en todas partes
Extranjeros en todas partes, conocida por su nombre en inglés Foreigners Everywhere o en italiano Stranieri Ovunque, fue la exposición de arte principal de la 60.ª Bienal de Venecia, que se realizó del 20 de abril al 24 de noviembre de 2024.

## Descripción
Estuvo comisariada por el brasileño Adriano Pedrosa, cuya intención era investigar la idea de vivir al margen, ya sea como un extraño, un recién llegado o una persona indígena.
Fueron seleccionados 331 artistas para participar en este evento, casi un tercio más que en la edición de 2022. Un gran número de los artistas expositores son indígenas y de la división Norte-Sur, y un número significativo de los artistas también se identifican como queer.
Entre los artistas indígenas más visibles en la exposición está el grupo amazónico brasileño MAHKU - Movimento dos Artistas Huni Kuin, que creó un mural que cubre la sala de exposiciones principal en el área Giardini de la Bienal. Además, la primera galería del Arsenale también alberga una instalación del Colectivo Mata Aho, un grupo de cuatro mujeres maoríes conocidas por sus esculturas de fibra a gran escala. Otras selecciones incluyeron a los artistas nativos americanos Kay WalkingStick y Emmi Whitehorse, y a los artistas brasileños yanomani Joseca Mokahesi y André Taniki.
Pedrosa, director artístico del Museo de Arte de São Paulo, es el primer comisario de la Bienal de Venecia radicado en América Latina.

## Recepción
Si bien la exposición principal fue aplaudida por la presencia de artistas contemporáneos, específicamente de Brasil, las piezas históricas más antiguas de Asia, África, Oriente Medio y América Latina fueron descritas como un “conjunto desordenado". Jason Farago, crítico de The New York Times, calificó la exhibición como “una muestra cerrada, controlada y a veces menospreciadora, que suaviza todas las distinciones y contradicciones de un bien común global". Al igual que Ángela Molina, de El País, en su artículo titulado, Bienal de Venecia: un sur global heroico, pastoril y populista.